# Chiesa di San Rocco (Busnago)
La chiesa di San Rocco è un luogo di culto cattolico di Busnago, in provincia di Monza e Brianza ed arcidiocesi di Milano; fa parte del decanato di Trezzo sull'Adda. 
L'edificio si trova sull'omonima via che porta a Roncello, risale al XVIII secolo ed è dedicato a San Rocco.

## Storia
Nel 1758, durante una visita pastorale in Lombardia, il Cardinale Giuseppe Pozzobonelli visitò personalmente anche Busnago come emerse dalla sua relazione del 1760. Tra le chiese esistenti a Busnago il Cardinale, oltre alla chiesa parrocchiale di San Giovanni Evangelista e la chiesa di Santa Margherita, elencava anche la cappella di San Rocco, fatta erigere nel luogo dell'ex Lazzaretto, un luogo d'isolamento e confinamento per coloro che, destinati a morire, erano portatori di malattie trasmissive come la lebbra e la peste. È proprio a quest'ultima che facciamo riferimento: la Grande Peste colpì la popolazione del milanese prima nel biennio 1576-1577 durante l'episcopato di San Carlo Borromeo, e poi ancora tra il 1629 e il 1633 (anche se in questa seconda ondata gli epicentri più fortemente colpiti furono il Granducato di Lucca e la Svizzera). Alle spalle della chiesetta esisteva un piccolo cimitero, ancor oggi cintato: lo testimonia la croce in ferro che sempre veniva posta in zona consacrata. Li' riposano con molta probabilità le ossa dei morti della terribile peste che decimò la popolazione busnaghese e roncellese nel 1576 e nel 1629. La scoperta di questo piccolo cimitero, oggi scomparso, venne fatta grazie a un documento del 13 marzo 1843 in cui, in riferimento alla collocazione del cimitero fuori dal centro abitato, la chiesa di San Rocco veniva indicata come Chiesa dei Morti. San Rocco da Montpellier fu un giovane pellegrino che nel XIV secolo aiutò molte città del Nord Italia a liberarsi dalla peste, ed è proprio per questo motivo che a lui fu intitolata la piccola chiesa che sorge davanti a quello che una volta era un Lazzaretto. Non esiste oggi un comune della Lombardia senza un piccolo edificio o monumento sacro dedicato a San Rocco infatti purtroppo nessun paese del Nord Italia fu risparmiato da quel terribile morbo. La Chiesa venne costruita all'inizio del '700, probabilmente fu completata nel 1704 in seguito ad una richiesta del Parroco Giovanni Battista Salvione, con l'appoggio del Cardinale Pozzobonelli, al fondo di religione in risposta ad una supplica della comunità roncellese: Infatti, durante la visita pastorale del settembre 1566 l'arcivescovo di Milano San Carlo Borromeo sancì l'aggregazione della chiesa di Roncello alla parrocchiale di Busnago (unione che durò fino al 1855) e gli abitanti di Roncello dovevano camminare molto ogni volta che volevano recarsi in Chiesa. All'inizio del XVIII secolo la costruzione della nuova chiesa di San Rocco (che si trova al confine di Busnago verso Roncello) rappresentava una meta più vicina e quindi più facilmente raggiungibile.

## Architettura
La chiesa di San Rocco ha una superficie molto limitata ed essendo una struttura relativamente nuova rispetto alle altre chiese del paese è sempre stata considerata come una chiesa sussidiaria, frequentata, nei secoli passati, soprattutto dalla comunità roncellese, almeno fino al 1885, quando Roncello divenne nuovamente parrocchia separata da Busnago. Dal punto di vista architettonico la chiesa è costruita totalmente in muratura su cui si appoggia una copertura a doppia falda inclinata nascosta dal frontone circolare che domina la facciata. Un piccolo acroterio a forma di croce domina il frontone. La facciata presenta quattro colonne in bassorilievo, un unico portone d'ingresso e una piccola finestra in posizione centrale proprio sotto l'architrave. Per quanto riguarda i lati dell'edificio ogni lato presenta due finestre e due finestre murate, queste ultime occupano la parte superiore, mentre un piccolo portico è legato al lato sinistro della chiesa. Gli unici interventi di restauro nel corso dei secoli hanno caratterizzato l'intonaco. La semplicità della sua struttura architettonica, quasi priva di elementi decorativi, sta nella semplicità della sua funzione e nel suo status di chiesa sussidiaria; ancora oggi la chiesa viene utilizzata molto raramente, solo in particolari occasioni come ricorrenze o celebrazioni. Il concetto di semplicità si ripete anche all'interno dove praticamente non compaiono affreschi o decorazioni sulle componenti immobili dell'edificio, un quadro di modeste dimensioni con una raffigurazione di San Rocco domina l'abside.